# Nižný Kručov
Nižný Kručov és un poble i municipi d'Eslovàquia. Es troba a la regió de Prešov, al nord del país.

## Història
La primera referència escrita de la vila data del 1327.

## Demografia
| Godina             | 1994 | 2004   | 2014   | 2024   |
| ------------------ | ---- | ------ | ------ | ------ |
| Nombre de persones | 385  | 387    | 418    | 386    |
| Diferència         |      | +0,51% | +8,01% | −7,65% |

| Godina             | 2023 | 2024   |
| ------------------ | ---- | ------ |
| Nombre de persones | 391  | 386    |
| Diferència         |      | −1,27% |